# Криворізький головпоштамт
Головпоштамт — збудований в 1958, розробка Дніпропетровського інституту, архітектор В. І. Шаблій. Споруда знаходиться за адресою: Центрально-Міський район, проспект Поштовий (колишній Карла Маркса), 26.

## Історія
У квітні 1775 започатковано поштовий зв'язок на Криворіжжі: прокладено тракт поблизу зимівника Кривий Ріг, поставлено поштову станцію.
У 1885 відкрилося державне (казенне) поштове відділення у Кривому Розі, у 1901 — поштово-телеграфна контора.
На початок 1933 у Криворізькому районі діяло 46 поштово-телеграфних установ. Система зруйнована під час Другої світової війни. Процес відновлення розпочався з лютого 1944: на кінець року діяло 12 відділень.
У 1952 функціонувало 34 відділення зв'язку.
В 1958 споруджено будівлю криворізького головпоштамту, одну з наймонументальніших споруд міста, що завершує ансамбль Театральної площі.
У 1963 поштово-телеграфну контору перетворено в міський вузол зв'язку, який під цією назвою діяв до 1970.
У 1970—1973 функціонувала міська дирекція зв'язку, з 1973 — міський виробничо-технічний вузол зв'язку.
Після реформування зв'язку в липні 1988 став самостійною одиницею, що входить у систему поштового зв'язку «Укрпошта». До складу входить 110 відділень зв'язку, з них 26 у сільській місцевості.
Відповідно до розпорядження голови Дніпропетровської державної адміністрації від 12.04.1996 № 158-р Криворізький головпоштамт є пам'яткою архітектури місцевого значення міста Кривого Рогу з охоронним номером 137.